# Anagyrus saintpierrei
Anagyrus saintpierrei är en stekelart som beskrevs av Girault 1913. Anagyrus saintpierrei ingår i släktet Anagyrus och familjen sköldlussteklar. Inga underarter finns listade i Catalogue of Life.